# Triatlo nos Jogos Olímpicos de Verão de 2020 - Qualificação
Este artigo detalha a fase de qualificação do triatlo nos Jogos Olímpicos de Verão de 2020. (As Olimpíadas foram adiadas para 2021 devido à pandemia de COVID-19). A competição nos Jogos terá um total de 110 atletas indicados por seus respectivos CONs; cada CON pode inscrever um máximo de três. Todos os atletas devem ser submetidos a um processo de qualificação para conquistar a vaga nos Jogos através de Eventos de Qualificação Continentais, Evento de Qualificação Mundial, além da Lista de Qualificação Olímpica, que começou em 11 de maio de 2018 e concluirá em 14 de junho de 2021.

## Sumário
Dez CONs conquistarão quatro vagas (duas por gênero) através da qualificação da equipe mista. Os sete primeiros CONs no ranking de revezamento misto de 31 de março de 2020 estarão qualificados. Os outros CONs podem participar do Evento de Qualificação Olímpica de 2021 da ITU, em que três CONs conquistarão as vagas.
O ranking individual de 14 de junho de 2021 dará vagas para 31 atletas em cada gênero. As primeiras 26 vagas irão sequencialmente para os atletas melhor ranqueados, sujeito a um limite de três por CON (se os três estiverem no top 30) ou dois por CON (se o terceiro estiver fora do top 30). Para os propósitos desta alocação, qualquer CON que estiver qualificado pelo revezamento misto (e, portanto, já tem duas vagas em cada gênero) deve ignorar seus dois melhores competidores em cada gênero. Cinco vagas adicionais serão concedidas por continentes, ao melhor atleta de cada continente cujo CON ainda não tenha conquistado vagas.
Duas vagas por gênero estão reservadas para o país-sede, Japão. Duas vagas finais em cada gênero serão concedidas por convite da Comissão Tripartite.
| CON                 | Masculino | Feminino | Misto | Total |
| ------------------- | --------- | -------- | ----- | ----- |
| RSA África do Sul   | 2         | 2        | Yes   | 4     |
| GER Alemanha        | 2         | 2        | Yes   | 4     |
| ARG Argentina       |           | 1        |       | 1     |
| AUS Austrália       | 3         | 3        | Yes   | 4     |
| AUT Áustria         | 2         | 2        | Yes   | 4     |
| AZE Azerbaijão      | 1         |          |       | 1     |
| BEL Bélgica         | 2         | 2        | Yes   | 4     |
| BER Bermudas        |           | 1        |       | 1     |
| BRA Brasil          | 1         | 2        |       | 3     |
| CAN Canadá          | 2         | 2        | Yes   | 4     |
| CHI Chile           | 1         | 1        |       | 2     |
| CHN China           |           | 1        |       | 1     |
| DEN Dinamarca       | 1         |          |       | 1     |
| ECU Equador         |           | 1        |       | 1     |
| EGY Egito           |           | 1        |       | 1     |
| ESP Espanha         | 3         | 2        | Yes   | 5     |
| USA Estados Unidos  | 2         | 2        | Yes   | 4     |
| EST Estônia         |           | 1        |       | 1     |
| FRA França          | 3         | 2        | Yes   | 5     |
| GBR Grã-Bretanha    | 2         | 3        | Yes   | 5     |
| HKG Hong Kong       | 1         |          |       | 1     |
| HUN Hungria         | 2         | 2        | Yes   | 4     |
| IRL Irlanda         | 1         | 1        |       | 2     |
| ISR Israel          | 2         |          |       | 2     |
| ITA Itália          | 2         | 3        | Yes   | 5     |
| JPN Japão           | 2         | 2        | Yes   | 4     |
| LUX Luxemburgo      | 1         |          |       | 1     |
| MAR Marrocos        | 1         |          |       | 1     |
| MEX México          | 2         | 2        | Yes   | 4     |
| NOR Noruega         | 3         | 1        |       | 4     |
| NZL Nova Zelândia   | 2         | 2        | Yes   | 4     |
| NED Países Baixos   | 2         | 2        | Yes   | 4     |
| POR Portugal        | 2         | 1        |       | 3     |
| CZE República Checa |           | 2        |       | 2     |
| RUS Rússia          | 1         | 2        |       | 3     |
| ROU Romênia         | 1         |          |       | 1     |
| SUI Suíça           | 2         | 2        | Yes   | 4     |
| SYR Síria           | 1         |          |       | 1     |
| UKR Ucrânia         |           | 1        |       | 1     |
| Total: 39 CONs      | 55        | 55       | 17    | 110   |

## Linha do tempo
| Evento                                                              | Data                | Local  |
| ------------------------------------------------------------------- | ------------------- | ------ |
| Ranking de revezamento misto                                        | 12 de março de 2020 | —      |
| Evento de Qualificação Olímpica de Revezamento Misto de 2021 da ITU | 21 de maio de 2021  | Lisboa |
| Data de corte para o ranking individual                             | 14 de junho de 2021 | —      |

## Evento masculino
| Evento                        | Vagas | CON qualificado    | Triatleta selecionado |
| ----------------------------- | ----- | ------------------ | --------------------- |
| Ranking do revezamento misto  | 14    | FRA França         | Vincent Luis          |
| Ranking do revezamento misto  | 14    | FRA França         | Dorian Coninx         |
| Ranking do revezamento misto  | 14    | AUS Austrália      | Jacob Birtwhistle     |
| Ranking do revezamento misto  | 14    | AUS Austrália      | Aron Royle            |
| Ranking do revezamento misto  | 14    | GBR Grã-Bretanha   | Jonathan Brownlee     |
| Ranking do revezamento misto  | 14    | GBR Grã-Bretanha   | Alex Yee              |
| Ranking do revezamento misto  | 14    | NZL Nova Zelândia  | Hayden Wilde          |
| Ranking do revezamento misto  | 14    | NZL Nova Zelândia  | Tayler Reid           |
| Ranking do revezamento misto  | 14    | GER Alemanha       | Jonas Schomburg       |
| Ranking do revezamento misto  | 14    | GER Alemanha       | Justus Nieschlag      |
| Ranking do revezamento misto  | 14    | NED Países Baixos  | Marco Van Der Stel    |
| Ranking do revezamento misto  | 14    | NED Países Baixos  | Jorik Van Egdom       |
| Ranking do revezamento misto  | 14    | USA Estados Unidos | Morgan Pearson        |
| Ranking do revezamento misto  | 14    | USA Estados Unidos | Kevin McDowell        |
| Evento do revezamento misto   | 6     | BEL Bélgica        | Jelle Geens           |
| Evento do revezamento misto   | 6     | BEL Bélgica        | Marten van Riel       |
| Evento do revezamento misto   | 6     | ITA Itália         | Gianluca Pozzatti     |
| Evento do revezamento misto   | 6     | ITA Itália         | Delian Stateff        |
| Evento do revezamento misto   | 6     | SUI Suíça          | Max Studer            |
| Evento do revezamento misto   | 6     | SUI Suíça          | Andrea Salvisberg     |
| Ranking individual – Mundo    | 26    | ESP Espanha        | Javier Gómez Noya     |
| Ranking individual – Mundo    | 26    | NOR Noruega        | Kristian Blummenfelt  |
| Ranking individual – Mundo    | 26    | ESP Espanha        | Mario Mola            |
| Ranking individual – Mundo    | 26    | RSA África do Sul  | Henri Shoeman         |
| Ranking individual – Mundo    | 26    | CAN Canadá         | Tyler Mislawchuk      |
| Ranking individual – Mundo    | 26    | NOR Noruega        | Gustav Iden           |
| Ranking individual – Mundo    | 26    | HUN Hungria        | Bence Bicsák          |
| Ranking individual – Mundo    | 26    | RSA África do Sul  | Richard Murray        |
| Ranking individual – Mundo    | 26    | FRA França         | Léo Bergère           |
| Ranking individual – Mundo    | 26    | ESP Espanha        | Fernando Alarza       |
| Ranking individual – Mundo    | 26    | AUT Áustria        | Alois Knabl           |
| Ranking individual – Mundo    | 26    | NOR Noruega        | Casper Stornes        |
| Ranking individual – Mundo    | 26    | POR Portugal       | Joao Pereira          |
| Ranking individual – Mundo    | 26    | POR Portugal       | Joao Silva            |
| Ranking individual – Mundo    | 26    | AUS Austrália      | Matthew Hauser        |
| Ranking individual – Mundo    | 26    | MEX México         | Crisanto Grajales     |
| Ranking individual – Mundo    | 26    | DEN Dinamarca      |                       |
| Ranking individual – Mundo    | 26    | BRA Brasil         | Manoel Messias        |
| Ranking individual – Mundo    | 26    | ISR Israel         | Shachar Sagiv         |
| Ranking individual – Mundo    | 26    | CAN Canadá         |                       |
| Ranking individual – Mundo    | 26    | MEX México         | Irving Pérez          |
| Ranking individual – Mundo    | 26    | AZE Azerbaijão     |                       |
| Ranking individual – Mundo    | 26    | AUT Áustria        |                       |
| Ranking individual – Mundo    | 26    | RUS Rússia         |                       |
| Ranking individual – Mundo    | 26    | ISR Israel         | Ran Sagiv             |
| Ranking individual – Mundo    | 26    | HUN Hungria        |                       |
| Ranking individual – África   | 1     | MAR Marrocos       |                       |
| Ranking individual – Américas | 1     | CHI Chile          |                       |
| Ranking individual – Ásia     | 1     | HKG Hong Kong      | Oscar Coggins         |
| Ranking individual – Europa   | 1     | ROU Romênia        |                       |
| Ranking individual – Oceania  | 1     | Nenhum elegível    | Nenhum elegível       |
| País-sede                     | 2     | JPN Japão          | Kenji Nener           |
| País-sede                     | 2     | JPN Japão          | Makoto Odakura        |
| Comissão Tripartite           | 2     | SYR Síria          |                       |
| Comissão Tripartite           | 2     | Não alocada        |                       |
| Realocação                    | 2     | LUX Luxemburgo     |                       |
| Realocação                    | 2     | IRL Irlanda        |                       |
| Total                         | 55    |                    |                       |

## Evento feminino
| Evento                        | Vagas | CON qualificado     | Triatleta selecionada |
| ----------------------------- | ----- | ------------------- | --------------------- |
| Ranking do revezamento misto  | 14    | FRA França          | Cassandre Beaugrand   |
| Ranking do revezamento misto  | 14    | FRA França          | Léonie Périault       |
| Ranking do revezamento misto  | 14    | AUS Austrália       |                       |
| Ranking do revezamento misto  | 14    |                     |                       |
| Ranking do revezamento misto  | 14    | GBR Grã-Bretanha    | Jess Learmonth        |
| Ranking do revezamento misto  | 14    | GBR Grã-Bretanha    | Georgia Taylor-Brown  |
| Ranking do revezamento misto  | 14    | NZL Nova Zelândia   |                       |
| Ranking do revezamento misto  | 14    |                     |                       |
| Ranking do revezamento misto  | 14    | GER Alemanha        | Laura Lindemann       |
| Ranking do revezamento misto  | 14    | GER Alemanha        | Anabel Knoll          |
| Ranking do revezamento misto  | 14    | NED Países Baixos   |                       |
| Ranking do revezamento misto  | 14    |                     |                       |
| Ranking do revezamento misto  | 14    | USA Estados Unidos  | Katie Zaferes         |
| Ranking do revezamento misto  | 14    | USA Estados Unidos  | Summer Rappaport      |
| Evento do revezamento misto   | 6     | BEL Bélgica         |                       |
| Evento do revezamento misto   | 6     |                     |                       |
| Evento do revezamento misto   | 6     | ITA Itália          | Angelica Olmo         |
| Evento do revezamento misto   | 6     | Alice Betto         |                       |
| Evento do revezamento misto   | 6     | SUI Suíça           | Nicola Spirig         |
| Ranking individual – Mundo    | 26    | GBR Grã-Bretanha    | Vicki Holland         |
| Ranking individual – Mundo    | 26    | USA Estados Unidos  | Taylor Knibb          |
| Ranking individual – Mundo    | 26    | AUT Áustria         |                       |
| Ranking individual – Mundo    | 26    | CZE República Checa |                       |
| Ranking individual – Mundo    | 26    | BER Bermudas        | Flora Duffy           |
| Ranking individual – Mundo    | 26    | CAN Canadá          |                       |
| Ranking individual – Mundo    | 26    | ESP Espanha         |                       |
| Ranking individual – Mundo    | 26    | ITA Itália          | Verena Steinhauser    |
| Ranking individual – Mundo    | 26    | BRA Brasil          |                       |
| Ranking individual – Mundo    | 26    | AUS Austrália       |                       |
| Ranking individual – Mundo    | 26    | AUT Áustria         |                       |
| Ranking individual – Mundo    | 26    | NOR Noruega         | Lotte Miller          |
| Ranking individual – Mundo    | 26    | BRA Brasil          |                       |
| Ranking individual – Mundo    | 26    | UKR Ucrânia         |                       |
| Ranking individual – Mundo    | 26    | ESP Espanha         |                       |
| Ranking individual – Mundo    | 26    | POR Portugal        |                       |
| Ranking individual – Mundo    | 26    | RUS Rússia          |                       |
| Ranking individual – Mundo    | 26    | MEX México          | Cecilia Pérez         |
| Ranking individual – Mundo    | 26    | HUN Hungria         |                       |
| Ranking individual – Mundo    | 26    | EST Estônia         |                       |
| Ranking individual – Mundo    | 26    | RSA África do Sul   |                       |
| Ranking individual – Mundo    | 26    | HUN Hungria         |                       |
| Ranking individual – Mundo    | 26    | CHI Chile           |                       |
| Ranking individual – Mundo    | 26    | MEX México          | Claudia Rivas         |
| Ranking individual – Mundo    | 26    | CZE República Checa |                       |
| Ranking individual – Mundo    | 26    | ECU Equador         |                       |
| Ranking individual – África   | 1     | EGY Egito           |                       |
| Ranking individual – Américas | 1     | ARG Argentina       |                       |
| Ranking individual – Ásia     | 1     | CHN China           |                       |
| Ranking individual – Europa   | 1     | IRL Irlanda         |                       |
| Ranking individual – Oceania  | 1     | Não elegível        |                       |
| País-sede                     | 2     | JPN Japão           | Yuko Takahahsi        |
| País-sede                     | 2     | JPN Japão           | Niina Kishimoto       |
| Comissão Tripartite           | 2     | Não alocada         |                       |
| Realocação                    | 3     | RUS Rússia          |                       |
| Realocação                    | 3     | CAN Canadá          |                       |
| Realocação                    | 3     | RSA África do Sul   |                       |
| Total                         | 55    |                     |                       |